# Birka
Birka era un poblat viking fundat a les darreries del segle viii i que va ser habitat fins a finals del segle x.
Es considera la primera ciutat de Suècia. Birka va ser un important mercat tot i estar emplaçat en una petita illa, Björkö, al llac Mälaren.
Adam de Bremen menciona la població diverses vegades en la Gesta Hammaburgensis ecclesiae pontificum, una de les fonts més importants de la geografia i història de l'Escandinàvia antiga.
Birka i Hovgården, a la veïna illa d'Adelsö, han estat declarades Patrimoni de la Humanitat per la Unesco el 1993.